# Намака
Намака (англ. Namaka) — найменший супутник карликової планети Гаумеа. Найменовано на честь Намаки, богині моря в гавайській міфології та однієї з дочок Гаумеа. 

## Відкриття
Намака була виявлена 30 червня 2005 року та оголошена 29 листопада 2005 року. Командою-відкривачами була названа «Бліцен», перш ніж була привласнена офіційна назва. 

## Фізичні характеристики
Намака лише на 1,5 % яскравіша, ніж головна планета Гаумеа і становить близько 0,05 % від її маси. Якщо виявиться, що в них однаковий альбедо, то діаметр Намаки становитиме 170 км. Фотометричні спостереження свідчать, що її поверхня складається з водяного льоду. Події між 2009 та 2011 роками, як і очікувалось, покращили знання про орбіти та маси компонентів системи Гаумеа, але інтерпретація цих спостережень сильно ускладнилася несподіваним неспокійно замкненим спіновим станом Хіїаки, більшого супутника. Подальші спостереження Хіїаки можуть дати змогу більш точно визначити його період обертання, після чого слід було б повторно дослідити його вплив із даних, отриманих у 2009 році.